# Maddalena di Valois (reggente di Navarra)

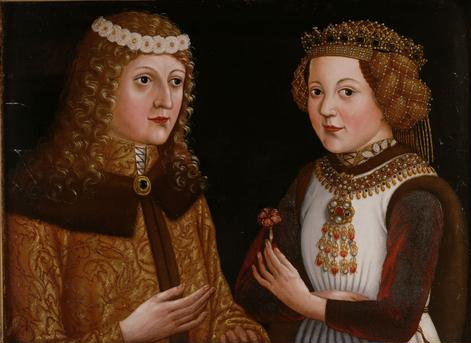
Maddalena di Francia insieme al suo promesso sposo, Ladislao il Postumo

Maddalena di Valois o Maddalena di Francia (Madeleine in francese, Magdalena in spagnolo, in inglese, in tedesco, in fiammingo,  in asturiano, in galiziano, in aragonese e in basco, Maddalen in catalano e Madalena in portoghese; Tours, 1º dicembre 1443 – Pamplona, 21 gennaio 1495) fu principessa di Viana de jure dal 1464 al 1470 e reggente del regno di Navarra dal 1479 al 1494.

## Origini familiari
Maddalena, sia secondo Pierre de Guibours, detto Père Anselme de Sainte-Marie o più brevemente Père Anselme, sia secondo la Chroniques romanes des comtes de Foix, era sorella del futuro re di Francia, Luigi XI e figlia del re di Francia, Carlo VII e di Maria d'Angiò, che era la figlia di Luigi, duca d'Angiò, conte di Provenza e re di Napoli e di Iolanda di Aragona, figlia del re Re di Aragona, di Valencia, di Sardegna e di Maiorca, re titolare di Corsica, Conte di Barcellona e delle contee catalane, Giovanni I e della seconda moglie, Iolanda di Bar (1365-1431).
Carlo VII di Francia era il quinto dei figli maschi del re di Francia, Carlo VI e di Isabella di Baviera del casato dei Wittelsbach, era la secondogenita di Stefano III di Baviera-Ingolstadt e di Taddea Visconti, figlia di Bernabò Visconti, Signore di Bergamo, Brescia, Cremona, Soncino, Lonato e Valcamonica e, insieme ai fratelli Matteo II e Galeazzo II, co-Signore di Milano.

## Biografia
Suo padre, Carlo, nel 1417, divenne Delfino, erede del regno di Francia, in quanto unico figlio maschio sopravvissuto; e, nel 1422, pur essendo stato diseredato, assunse il titolo di re di Francia e fu incoronato a Reims, il 17 luglio 1429, come di Carlo VII.
Maddalena, nel settembre del 1457, era stata fidanzata al re di Boemia e d'Ungheria e Croazia, Ladislao d'Asburgo (1440-1457), figlio postumo del duca d'Austria e imperatore Alberto II, e di Elisabetta di Lussemburgo, figlia dell'imperatore Sigismondo, da cui aveva ereditato la corona di Boemia e quella d'Ungheria e Croazia, che gli furono riconosciute rispettivamente nel 1445 e nel 1448.
Ma Ladislao, nel novembre di quello stesso 1457, pochi giorni prima del matrimonio, quando Maddalena era già arrivata a Praga, improvvisamente morì (oggi sembra accertato che fu di leucemia, ma allora si favoleggiò di avvelenamento da parte della nobiltà ungherese o di un'amante che si sentiva tradita).
Nel 1458, Maddalena fu promessa a Gastone di Foix-Navarra, figlio del Pari di Francia, Gastone IV di Foix tenuto in grande considerazione da suo padre Carlo VII per tutte le azioni militari e politiche che aveva condotto negli ultimi quindici anni.
Il matrimonio tra Gastone e Maddalena fu concordato a Tours, in quello stesso anno.
Il 7 marzo 1461, infatti Maddalena sposò, a Lescar, nella contea di Foix (secondo altre fonti, il matrimonio avvenne nel 1462, a Saint-Jean-d'Angély, Charente-Maritime l'11 febbraio, o a Saint-Macaire, Gironda, il 7 marzo, mentre secondo Pere Anselme, il matrimonio avvenne per contratto a Lescar, ratificato a Saint-Jean-d'Angély, il mese successivo e celebrato il 7 marzo 1461, Gastone di Foix-Navarra, che, sia secondo Père Anselme, sia secondo la Chroniques romanes des comtes de Foix, era il figlio primogenito del Conte di Foix Conte di Bigorre, visconte di Béarn, Coprincipe di Andorra, Visconte di Castelbon, di Narbonne, Nébouzan, Villemeur e Lautrec, e Pari di Francia, Gastone IV di Foix e della futura sovrana de jure di Navarra e poi regina effettiva di Navarra, Eleonora, che, sia secondo Père Anselme, che secondo la Chroniques romanes des comtes de Foix, era la figlia quartogenita (terza femmina) del principe di Castiglia e León e d'Aragona, duca di Peñafiel e futuro re di Navarra, della corona d'Aragona e di Sicilia, Giovanni II e della sua prima moglie, la ex regina consorte di Sicilia e futura regina di Navarra, Bianca di Navarra, che era la figlia terzogenita del re di Navarra, conte di Évreux e duca di Nemours, Carlo III detto il Nobile (figlio maschio primogenito del re di Navarra Carlo II il Malvagio e di Giovanna di Francia, figlia del re di Francia, Giovanni II il Buono e Bona di Lussemburgo) e di Eleonora Enriquez, secondogenita del re di Castiglia e León, Enrico II di Trastamara, e di Giovanna Manuele.
Il 23 novembre del 1470, Maddalena rimase vedova dopo che il marito Gastone morì, per le ferite, mal curate, riportate in seguito ad un torneo, effettuato nelle vicinanze di Bordeaux, a Libourne, dove era al seguito del cognato, il duca di Guienna, Carlo di Francia.
Suo figlio Francesco Febo, divenne erede della contea di Foix, che ereditò, alla morte di suo suocero, Gastone IV di Foix, nel 1472 ed erede (principe di Viana) del regno di Navarra, che ereditò, alla morte di sua suocera, Eleonora di Navarra, nel 1479, ed in entrambi i casi Maddalena di Francia tenne la reggenza, con fermezza, resistendo alle pressioni delle corti di Francia e di Castiglia, che tentarono di fare sposare Francesco Febo ad una delle principesse delle rispettive case reali.
Francesco Febo però morì prima di potersi sposare, nel 1483.
Dopo la morte del figlio, la corona di Navarra e la contea di Foix andarono alla seconda figlia di Maddalena e Gastone, Caterina, ancora minorenne e Maddalena continuò ad esercitare la reggenza anche per conto della figlia e continuò a ricevere pressioni da entrambe le corti di Francia e Castiglia per fare sposare Caterina ad uno dei loro principi, la Castiglia propose il matrimonio con l'erede al trono, Giovanni di Trastámara e rimase assai male quando Maddalena, per la figlia, Caterina, accettò l'offerta del signore d'Albret, Giovanni III. Il matrimonio fu celebrato nel 1484.
Maddalena dovette anche lottare, con successo, contro il cognato, Giovanni di Foix, che pretendeva di essere, in quanto maschio, l'erede di Francesco Febo.
Maddalena tenne la reggenza sino al 1494, quando cadde in ostaggio del re d'Aragona e re consorte di Castiglia, Ferdinando II.
Maddalena morì a Pamplona il 24 gennaio del 1495, dove fu tumulata nella Catedral de Santa María la Real de Pamplona.

## Discendenza
Gastone e Maddalena di Francia ebbero due figli:
- Francesco Febo (1466 - 1483), re di Navarra[1];
- Caterina (1470 - 1517), regina di Navarra[1], che sposò, nel 1484 Giovanni III d'Albret[2] (1469 - 1516).

## Ascendenza
|                      |                 |                                   | Genitori                 |  |  | Nonni |  |  | Bisnonni           |  |  | Trisnonni              |  |
|                      |                 |                                   |                          |  |  |       |  |  | Carlo V di Francia |  |  | Giovanni II di Francia |  |
|                      |                 |                                   |                          |  |  |       |  |  | Carlo V di Francia |  |  | Giovanni II di Francia |  |
|                      |                 | Bona di Lussemburgo               |                          |  |  |       |  |  | Carlo V di Francia |  |  |                        |  |
| Carlo VI di Francia  |                 |                                   |                          |  |  |       |  |  | Carlo V di Francia |  |  |                        |  |
|                      |                 | Giovanna di Borbone               | Pietro I di Borbone      |  |  |       |  |  |                    |  |  |                        |  |
|                      |                 | Giovanna di Borbone               | Pietro I di Borbone      |  |  |       |  |  |                    |  |  |                        |  |
|                      |                 | Giovanna di Borbone               | Isabella di Valois       |  |  |       |  |  |                    |  |  |                        |  |
| Carlo VII di Francia |                 | Giovanna di Borbone               |                          |  |  |       |  |  |                    |  |  |                        |  |
|                      |                 | Stefano III di Baviera-Ingolstadt | Stefano II di Baviera    |  |  |       |  |  |                    |  |  |                        |  |
|                      |                 | Stefano III di Baviera-Ingolstadt | Stefano II di Baviera    |  |  |       |  |  |                    |  |  |                        |  |
|                      |                 | Stefano III di Baviera-Ingolstadt | Isabella di Sicilia      |  |  |       |  |  |                    |  |  |                        |  |
| Isabella di Baviera  |                 | Stefano III di Baviera-Ingolstadt |                          |  |  |       |  |  |                    |  |  |                        |  |
|                      |                 | Taddea Visconti                   | Bernabò Visconti         |  |  |       |  |  |                    |  |  |                        |  |
|                      |                 | Taddea Visconti                   | Bernabò Visconti         |  |  |       |  |  |                    |  |  |                        |  |
|                      |                 | Taddea Visconti                   | Regina della Scala       |  |  |       |  |  |                    |  |  |                        |  |
| Maddalena di Valois  |                 | Taddea Visconti                   |                          |  |  |       |  |  |                    |  |  |                        |  |
|                      | Luigi I d'Angiò | Giovanni II di Francia            |                          |  |  |       |  |  |                    |  |  |                        |  |
|                      | Luigi I d'Angiò | Giovanni II di Francia            |                          |  |  |       |  |  |                    |  |  |                        |  |
|                      | Luigi I d'Angiò | Bona di Lussemburgo               |                          |  |  |       |  |  |                    |  |  |                        |  |
| Luigi II d'Angiò     | Luigi I d'Angiò |                                   |                          |  |  |       |  |  |                    |  |  |                        |  |
|                      |                 | Maria di Blois-Châtillon          | Carlo di Blois-Châtillon |  |  |       |  |  |                    |  |  |                        |  |
|                      |                 | Maria di Blois-Châtillon          | Carlo di Blois-Châtillon |  |  |       |  |  |                    |  |  |                        |  |
|                      |                 | Maria di Blois-Châtillon          | Giovanna di Penthièvre   |  |  |       |  |  |                    |  |  |                        |  |
| Maria d'Angiò        |                 | Maria di Blois-Châtillon          |                          |  |  |       |  |  |                    |  |  |                        |  |
|                      |                 | Giovanni I d'Aragona              | Pietro IV di Aragona     |  |  |       |  |  |                    |  |  |                        |  |
|                      |                 | Giovanni I d'Aragona              | Pietro IV di Aragona     |  |  |       |  |  |                    |  |  |                        |  |
|                      |                 | Giovanni I d'Aragona              | Eleonora di Sicilia      |  |  |       |  |  |                    |  |  |                        |  |
| Iolanda di Aragona   |                 | Giovanni I d'Aragona              |                          |  |  |       |  |  |                    |  |  |                        |  |
|                      |                 | Iolanda di Bar                    | Roberto I di Bar         |  |  |       |  |  |                    |  |  |                        |  |
|                      |                 | Iolanda di Bar                    | Roberto I di Bar         |  |  |       |  |  |                    |  |  |                        |  |
|                      |                 | Iolanda di Bar                    | Maria di Valois          |  |  |       |  |  |                    |  |  |                        |  |
|                      |                 | Iolanda di Bar                    |                          |  |  |       |  |  |                    |  |  |                        |  |

### Fonti primarie
- (FR)  Histoire généalogique et chronologique de la maison royale de France, tomus III.
- (OC, FR)  Chroniques romanes des comtes de Foix.

### Letteratura storiografica
- Rafael Altamira, Spagna, 1412-1516, in Cambridge University Press - Storia del mondo medievale, vol. VII, pp. 546–575, Garzanti, 1999
- Josep Calmette, Il regno di Carlo VIII e la fine della guerra dei cent'anni in Francia, in Cambridge University Press - Storia del mondo medievale, vol. VII, 1999, pp. 611–656
- Charles Petit-Dutaillis, Francia: Luigi XI, in Cambridge University Press - Storia del mondo medievale, vol. VII, 1999, pp. 657–695